# کیسبی
کیسبی (به آلمانی: Kiesby) یک منطقهٔ مسکونی در آلمان است که در بورن واقع شده‌است.
 کیسبی  ۲۲۰ نفر جمعیت دارد.